# Sinagoga de Wolpa
La Sinagoga de Wolpa era una sinagoga en la ciudad de Wolpa (ortografía alternativa: Wolpa, Volpe, Wolpe, Wolp, Woupa o Voupa) Cerca de Bialystok, Polonia, ahora en la provincia de Grodno del oeste de Bielorrusia. Tuvo la reputación de ser la "más hermosa" de las sinagogas de madera de Europa del Este, una "obra maestra" de la arquitectura de madera. 
La sinagoga fue construida en la primera mitad del siglo XVIII, y alterada en formas menores en varias ocasiones. En 1929 el edificio fue declarado Monumento polaco de Cultura. Fue quemada por los alemanes durante la Segunda Guerra Mundial. 